# 복창원주
복창원주(福昌院主, ? ~ 1195년 12월 30일(음력 11월 27일))는 고려의 제17대 왕 인종의 왕후엿다가 폐후가 되었다.

## 생애
본관은 인주(또는 경원, 지금의 인천)으로, 조선국공 이자겸(李資謙)의 넷째 딸이다. 그녀 역시 언니 폐후 이씨와 마찬가지로 아버지 이자겸에 의해 친조카 인종과 결혼하였다. 1125년(인종 3년) 음력 1월 어린 나이에 입궁하였는데, 《동국통감》은 언니 연덕궁주가 왕후가 되던 때와 마찬가지로 그녀가 왕후가 되던 날에도 바람이 세차게 불고 비가 내렸다고 기록하고 있다.
이자겸이 인종을 독살하기 위해 독약을 넣은 떡을 왕에게 올렸는데, 이때 그녀가 그 사실을 왕에게 은밀히 고하였다. 그리하여 인종이 그 떡을 까마귀에게 던져주자, 까마귀가 그 떡을 먹고 죽었다. 또 이자겸이 그녀를 시켜 왕에게 독약을 바치게 하였는데, 그녀는 독약을 들고 가다가 일부러 미끄러져 쏟아버리기도 하였다.
그러나 이자겸이 축출되고 난 후 1126년(인종 4년) 음력 6월 20일, 신하들이 '궁주는 왕의 종모(從母)이니 왕후가 될 수 없다.'라고 간언하여 언니 폐후 이씨와 함께 폐위되었다.
그녀는 폐후가 된 후 복창원주(福昌院主)로 불리었다. 왕을 살리려 했던 지난날의 공로를 생각하여 땅과 집, 노비를 하사받고 우대를 받았다. 인종의 뒤를 이은 의종, 명종도 그녀를 정성껏 대우했다.
1195년(명종 25년)에 소생 없이 죽었다. 그녀의 장례는 왕후의 예에 맞춰 진행되었다.

## 가족 관계
- 아버지 : 이자겸 (李資謙, ? ~ 1126년)
- 시어머니, 언니 : 순덕왕후 이씨 (또는 문경왕태후, 順德王后 李氏, ? ~ 1118년) - 이자겸의 둘째 딸
  - 남편, 조카 : 인종 (仁宗, 1109년 ~ 1146년, 재위:1122년 ~ 1146년)
  - 언니 : 폐후 이씨 (또는 연덕궁주, 廢妃 李氏, ? ~ 1139년) - 이자겸의 셋째 딸

## 참고 자료
- 《고려사》《열전 - 후비전》